# Lafitte (Tarn-et-Garonne)
Lafitte ist eine französische Gemeinde mit 235 Einwohnern (Stand 1. Januar 2022) im Département Tarn-et-Garonne in der Region Okzitanien. Sie gehört zum Kanton Beaumont-de-Lomagne im Arrondissement Castelsarrasin. Die Bewohner nennen sich Lafittois.

## Lage
Lafitte liegt etwa 20 Kilometer südwestlich von Montauban um Ufer des Flusses Gimone. Die Gemeinde grenzt im Westen und im Norden an Garganvillar, im Osten an Cordes-Tolosannes und im Süden an Labourgade.

## Bevölkerungsentwicklung
| Jahr      | 1962 | 1968 | 1975 | 1982 | 1990 | 1999 | 2008 | 2015 |
| --------- | ---- | ---- | ---- | ---- | ---- | ---- | ---- | ---- |
| Einwohner | 244  | 249  | 231  | 245  | 202  | 200  | 231  | 233  |